# 小戴蒙·韋恩斯
小戴蒙·凱爾·韋恩斯（英語：Damon Kyle Wayans Jr.，1982年11月18日—）是一位美國演員和喜劇演員，最廣為人知的是在ABC情景喜劇《幸福結局》中飾演布拉德·威廉姆斯，他因此被提名為2012年喜劇類評論家選擇電視獎最佳男配角，並在福斯情景喜劇《俏妞報到》中飾演教練。2014年，主演喜劇電影《警察遊戲》，並在《大英雄天團》中為芥末配音。
他是喜劇演員達蒙·韋恩斯的長子，也是基伦·埃弗瑞·韦恩斯、西恩·韋恩斯、金·韋恩斯和馬龍·韋恩斯的侄子。

## 早期生活
韋恩斯出生於佛蒙特州亨廷頓。他是韋恩斯家族的一員，是麗莎·索納和演員戴蒙·韋恩斯的兒子。他有三個弟弟妹妹：邁克爾、卡拉米亞和凱拉。

## 個人生活
韋恩斯與前女友Aja Metoyer育有兩個女兒。2016 年，Wayans與Samara Saraiva結婚。

## 外部連結
- 小戴蒙·韋恩斯在互联网电影资料库（IMDb）上的資料（英文）